# شاين غريني
شاين غريني (بالإنجليزية: Shane Greene)‏ هو لاعب كرة قاعدة أمريكي، ولد في 17 نوفمبر 1988 في كليرمونت في الولايات المتحدة.

## وصلات خارجية
- شاين غريني على موقع دوري كرة القاعدة الرئيسي (الإنجليزية)
- شاين غريني على موقعبيزبول رفرنس.كوم (الدوري الرئيسي) (الإنجليزية)
- شاين غريني على موقعبيزبول رفرنس.كوم (الدوري الثانوي) (الإنجليزية)
- شاين غريني على موقع إي إس بي إن.كوم (أم.أل.بي) (الإنجليزية)
- شاين غريني على موقع مشجعي الرسوم البيانية (الإنجليزية)